# A Place for My Head
«A Place for My Head» —en español: «Un lugar para mi cabeza»— es una canción de Linkin Park del álbum Hybrid Theory. La canción originalmente se llamaba "Esaul", el nombre de un amigo de la banda. Esaul apareció en  el CD de LPU 11. Hay varias versiones de la canción, incluidas tres demos, todas llamadas "Esaul", una de ellas una grabación de garaje.
La letra de la canción, como la de la mayoría de las canciones de Linkin Park, trata sobre la angustia y la alienación; en este caso, una relación en la que uno de los miembros continuamente hace pequeños favores al otro y luego exige que esos favores sean devueltos.

## Trasfondo
"A Place For My Head" es una de las canciones más antiguas de Linkin Park. Su primera versión se llamó "Esaul", que era el nombre de un amigo de la banda con el que solían salir, y fue escrito con Mark Wakefield cuando todavía se llamaban Xero.

## Versión en vivo
Hay una versión en vivo en Live in Texas y un remix llamado "Plc.4 Mie Hæd" en el álbum de remixes de Linkin Park, Reanimation, que fue reinterpretado por Amp Live con Zion en voces extra de rap. En el DVD de Frat Party en el Pankake Festival, hay un easter egg de una sesión de grabación de 1999 de esta canción, notable porque fue filmada antes de que el cantante Chester Bennington se hiciera tatuajes de llamas en sus muñecas y presenta diferentes letras y rapeos mucho más rápidos. Mike Shinoda que la grabación de estudio de la demo. Además, hay un cartel de Staind al fondo.
Durante el show Live in Texas, Linkin Park interpretó la canción penúltima (la última canción fue One Step Closer), indicando a la multitud que comenzara un mosh pit masivo. Hacia el final de la canción, Chester dijo "¡que te jodan!" dio el dedo y partió una guitarra por la mitad. De hecho, A Place for My Head solía ser una de las últimas canciones interpretadas en los conciertos de Linkin Park. Cuando se toca en vivo, los gritos de Chester en el puente es la parte donde la multitud se pone más ruidosa. Principalmente realiza gritos de tono medio después de la escena de "Intentas sacar lo mejor de mí". En el KROQ 2003, hubo una actuación en la que gruñó después de la primera parte del puente.